# Filipe III de Espanha
Filipe III (em castelhano: Felipe III; Madrid, 14 de abril de 1578 – Madrid, 31 de março de 1621), também chamado de Filipe, o Piedoso, foi o Rei da Espanha e Portugal como Filipe II de 1598 até sua morte. Era filho do rei Filipe II de Espanha e sua quarta esposa, Ana da Áustria.
Membro da Casa de Habsburgo, Filipe III nasceu em Madrid e foi filho do rei Filipe II da Espanha e sua quarta esposa e sobrinha Ana de Áustria, filha do Sacro Imperador Romano Maximiliano II e Maria da Espanha. Filipe III mais tarde se casou com sua prima Margarida da Áustria, irmã de Fernando II, Sacro Imperador Romano.
Embora também conhecido na Espanha como Filipe, o Piedoso, a reputação política de Filipe no exterior tem sido amplamente negativa — um 'homem indistinto e insignificante', um 'monarca miserável', cuja 'única virtude parecia residir na total ausência de vício, para citar os historiadores C. V. Wedgwood, R. Stradling e J. H. Elliott. Em particular, a confiança de Filipe em seu ministro-chefe corrupto, o duque de Lerma, recebeu muitas críticas na época e posteriormente. Para muitos, o declínio da Espanha pode ser atribuído às dificuldades econômicas que surgiram durante os primeiros anos de seu reinado. No entanto, como governante do Império Espanhol em seu auge e como o rei que alcançou uma paz temporária com os holandeses (1609-1621) e levou a Espanha à Guerra dos Trinta Anos (1618-1648) através de uma campanha (inicialmente) extremamente bem-sucedida, o reinado de Filipe permanece um período crítico na história espanhola.

## Início de vida

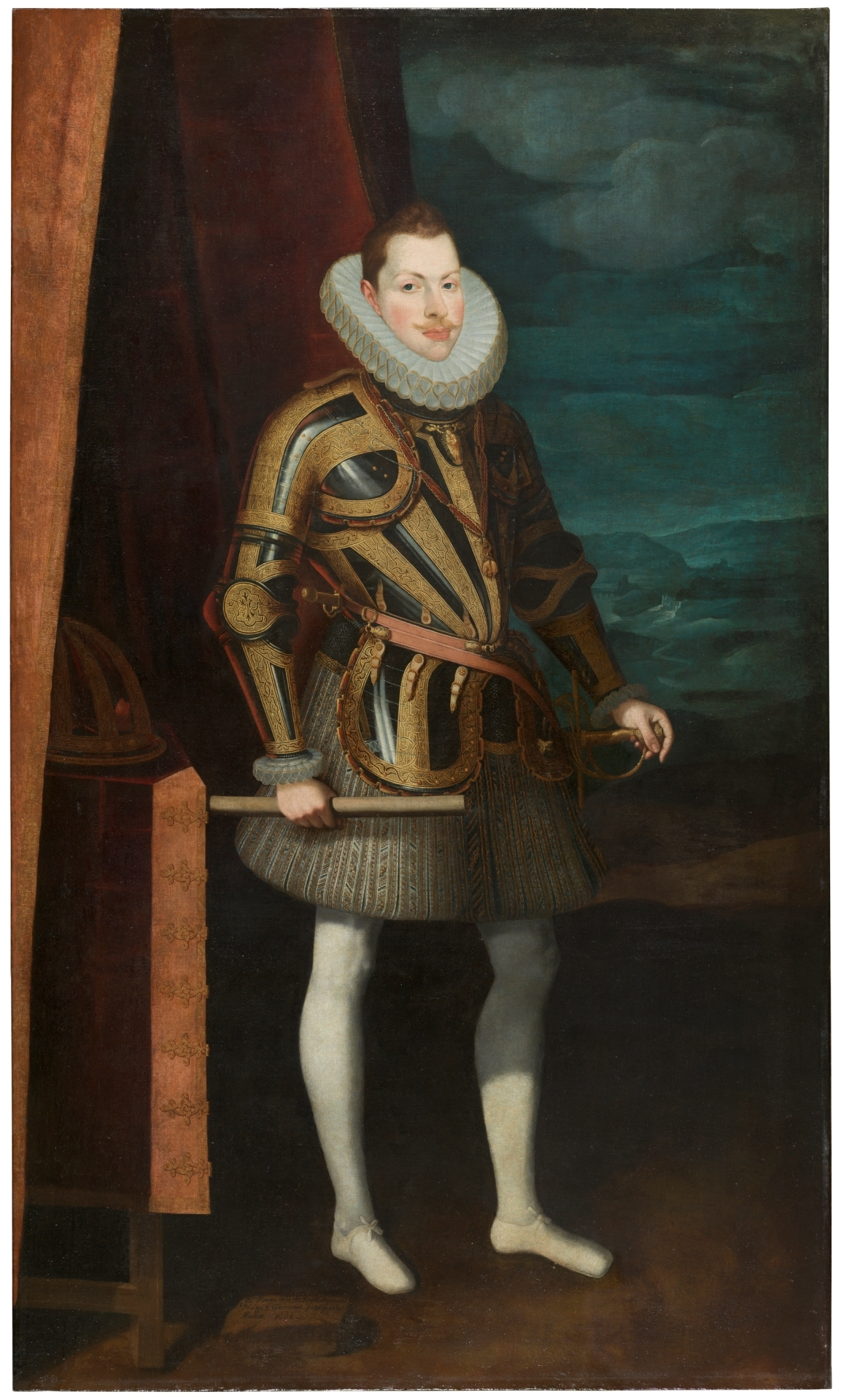
Filipe III aos 28 anos representado por Juan Pantoja da Cruz, 1606.

Depois que o irmão mais velho de Filipe III, Dom Carlos, morreu insano, Filipe II concluiu que uma das causas da condição de Carlos havia sido a influência das facções em guerra na corte espanhola.  Ele acreditava que a educação de Carlos haviam sido gravemente afetadas por isso, resultando em sua loucura e desobediência, e, portanto, pretendia prestar muito mais atenção aos arranjos para seus filhos posteriores. Filipe II nomeou Juan de Zúñiga, então governador do príncipe Diego, para continuar este papel com Filipe, e escolheu García de Loaysa como seu tutor. A eles se juntaram Cristóbal de Moura, um apoiante próximo de Filipe II. Em conjunto, acreditava Filipe II, eles proporcionariam uma educação consistente e estável ao príncipe Filipe e garantiriam que ele evitasse o mesmo destino que Carlos. A educação de Filipe seguia o modelo tradicional dos príncipes reais estabelecido pelo padre Juan de Mariana, concentrando-se na imposição de restrições e encorajamento para formar a personalidade do indivíduo desde tenra idade, com o objetivo de formar um rei que não seja tirânico nem excessivamente influenciável por seus cortesões.
O príncipe Filipe parece ter sido geralmente apreciado por seus contemporâneos: "dinâmico, bem-humorado e sincero", piedoso, com um "corpo vivo e uma disposição pacífica", embora com uma constituição relativamente fraca. A comparação do príncipe com Dom Carlos que fora desobediente e, em última análise, insano era geralmente positiva, embora alguns comentassem que o príncipe Filipe parecia menos inteligente e politicamente competente do que seu falecido irmão. De fato, embora Filipe tenha sido educado em latim, francês, português e astronomia, e pareça ter sido um linguista competente, historiadores recentes suspeitam que grande parte do foco de seus tutores era evitar relatar que, em relação as línguas, ele não era de fato particularmente inteligente ou talentoso academicamente. No entanto, Filipe não parece ter sido ingênuo — sua correspondência com as filhas mostra um traço cauteloso em seus conselhos sobre como lidar com intrigas na corte.
Filipe conheceu o marquês de Denia — o futuro duque de Lerma -, então, um cavalheiro da câmara do rei, no início da adolescência. Lerma e Filipe tornaram-se amigos íntimos, mas Lerma foi considerado inadequado pelos tutores do rei e do príncipe. Lerma foi despachado para Valência como vice-rei em 1595, com o objetivo de remover Filipe de sua influência, porém, depois que Lerma alegou problemas de saúde, ele foi autorizado a retornar dois anos depois. Neste momento, com problemas de saúde, o rei Filipe II estava cada vez mais preocupado com o futuro do príncipe e tentou estabelecer Moura como um futuro conselheiro de confiança de seu filho, reforçando a posição de Loaysa, nomeando-o arcebispo. No ano seguinte, Filipe II morreu após uma doença dolorosa, deixando o Império Espanhol nas mãos de seu filho (e sobrinho), Filipe III.

## Religião, Filipe e o papel das mulheres na corte

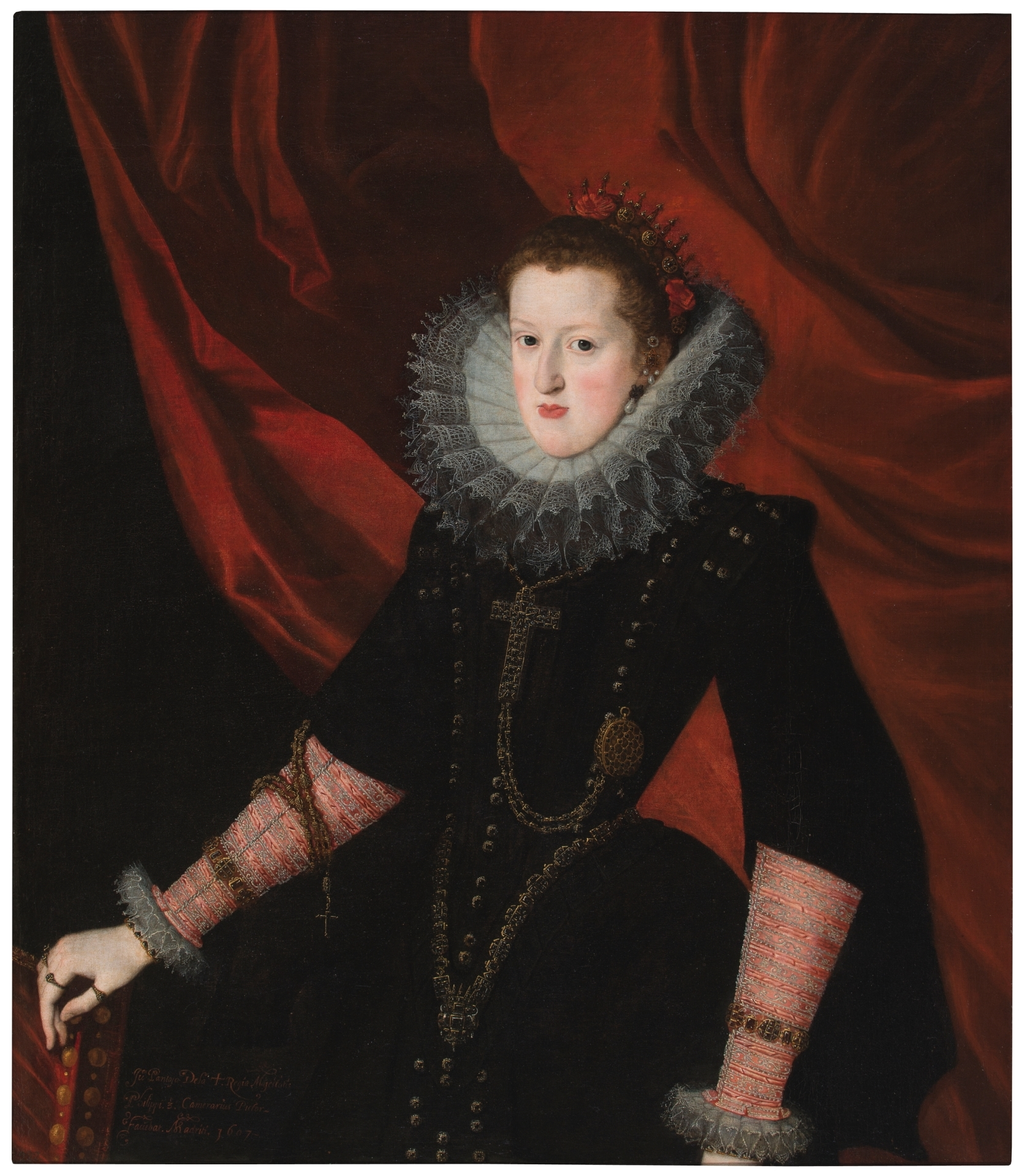
Margarida da Áustria, por Juan Pantoja de la Cruz, 1607.

Filipe se casou com sua prima, Margarida da Áustria, em 18 de abril de 1599, um ano depois de se tornar rei. Margarida, irmã do futuro imperador Fernando II, seria uma das três mulheres na corte de Filipe que aplicaria considerável influência sobre o rei. Margarida era considerada pelos contemporâneos extremamente piedosa — em alguns casos, excessivamente piedosa e muito influenciada pela Igreja — 'astuta e muito habilidosa' em suas relações políticas, embora 'melancólica' e infeliz. Se opôs à influência do duque de Lerma sobre o marido na corte e travou uma batalha contínua por influência até sua morte em 1611. Filipe teve um "relacionamento afetuoso e íntimo" com Margarida e se tornou mais afetuoso depois que ela deu à luz um filho em 1605.
Margarida, ao lado da avó/tia de Filipe, a imperatriz Maria, formaram uma voz católica e pró-austríaca poderosa e intransigente na vida de Filipe. Elas conseguiram, por exemplo, convencer o rei a fornecer apoio financeiro a Fernando a partir de 1600. Filipe, constantemente adquiriu outros conselheiros religiosos. O Padre Juan de Santa Maria, o confessor da filha de Filipe, dona Maria, foi malvisto pelos contemporâneos a ter uma influência excessiva sobre o rei no final de sua vida, e tanto ele como Luis de Aliaga, o confessor do próprio Filipe, foram creditados por influenciarem a derrubada de Lerma em 1618. Da mesma forma, Mariana de San Jose, freira preferida da rainha Margarida, também foi criticada por sua influência posterior sobre as ações do rei.

## Reinado

### Estilo de governo

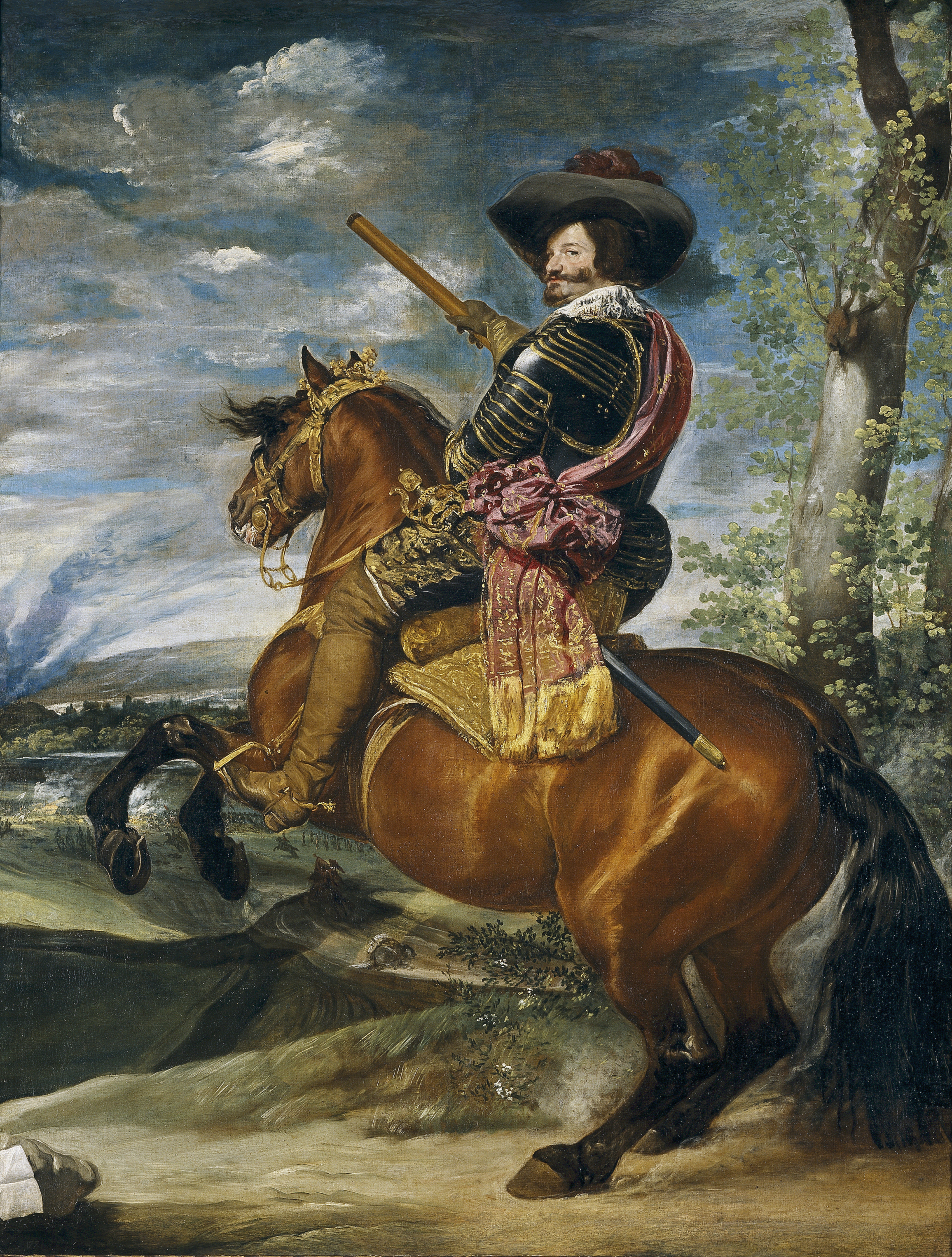
Felipe III foi o primeiro dos chamados 'Austrias Menores, seguido por seu filho, Felipe IV e seu neto Carlos II. Os Austrias menores reinaram durante o declínio do Império espanhol foram os últimos reis da dinastia habsburgo na Espanha. A figura do válido esteve presente em todo esse período, sendo os mais conhecidos o Duque de Lerma, durante o reinado de Felipe III e o Conde-Duque de Olivares (Representado acima em uma pintura de Diego Velásquez), durante o reinado de Filipe IV.

A coroa espanhola na época governava através de um sistema de conselhos reais. Os mais significativos foram os Conselhos de Estado e seu subordinado Conselho de guerra, que por sua vez foram apoiados pelos sete conselhos profissionais das diferentes regiões e quatro conselhos especializados para a Inquisição, as Ordens Militares, as Finanças e o imposto da Cruzada. Esses conselhos foram complementados por pequenos comitês, ou juntas , conforme necessário, como a "junta da noite", através da qual Filipe II exerceu autoridade pessoal no final de seu reinado. Por uma questão de política, Filipe tentara evitar nomear grandes para ilustres posições de poder dentro de seu governo e dependia fortemente dos nobres inferiores, a chamada nobreza de 'serviço'. Filipe II adotou o sistema tradicional de conselhos e aplicou um alto grau de escrutínio pessoal a eles, especialmente em questões de papelada, que ele se recusou a delegar — o resultado foi um processo "ponderado". Para seus contemporâneos, o grau de supervisão pessoal que ele exercia era excessivo; seu "papel autoimposto como secretário-chefe do império espanhol" não era considerado inteiramente apropriado. Filipe começou a se envolver em um governo prático aos 15 anos de idade, quando ingressou no comitê privado de Filipe II.
A abordagem de Filipe III ao governo parece ter decorrido de três fatores principais. Primeiro, ele foi fortemente influenciado pelas ideias irênicas que circulavam nos círculos italianos em reação às novas teorias humanistas da governança, tipificadas por Maquiavel. Escritores como Girolamo Frachetta, que se tornou um favorito particular de Filipe, propagaram uma definição conservadora de "razão de estado", centrada no exercício de uma prudência principesca e uma estrita obediência às leis e costumes do país que se governava. Em segundo lugar, Filipe pode ter compartilhado a visão de Lerma de que o sistema governamental de Filipe II estava rapidamente se mostrando impraticável e desnecessariamente excluiu os grandes nobres dos reinos. Por fim, a própria personalidade de Filipe e sua amizade com Lerma moldaram fortemente sua abordagem na formulação de políticas. O resultado foi uma mudança radical no modelo da coroa no governo do modelo de Filipe II.

### Duque de Lerma comovalido

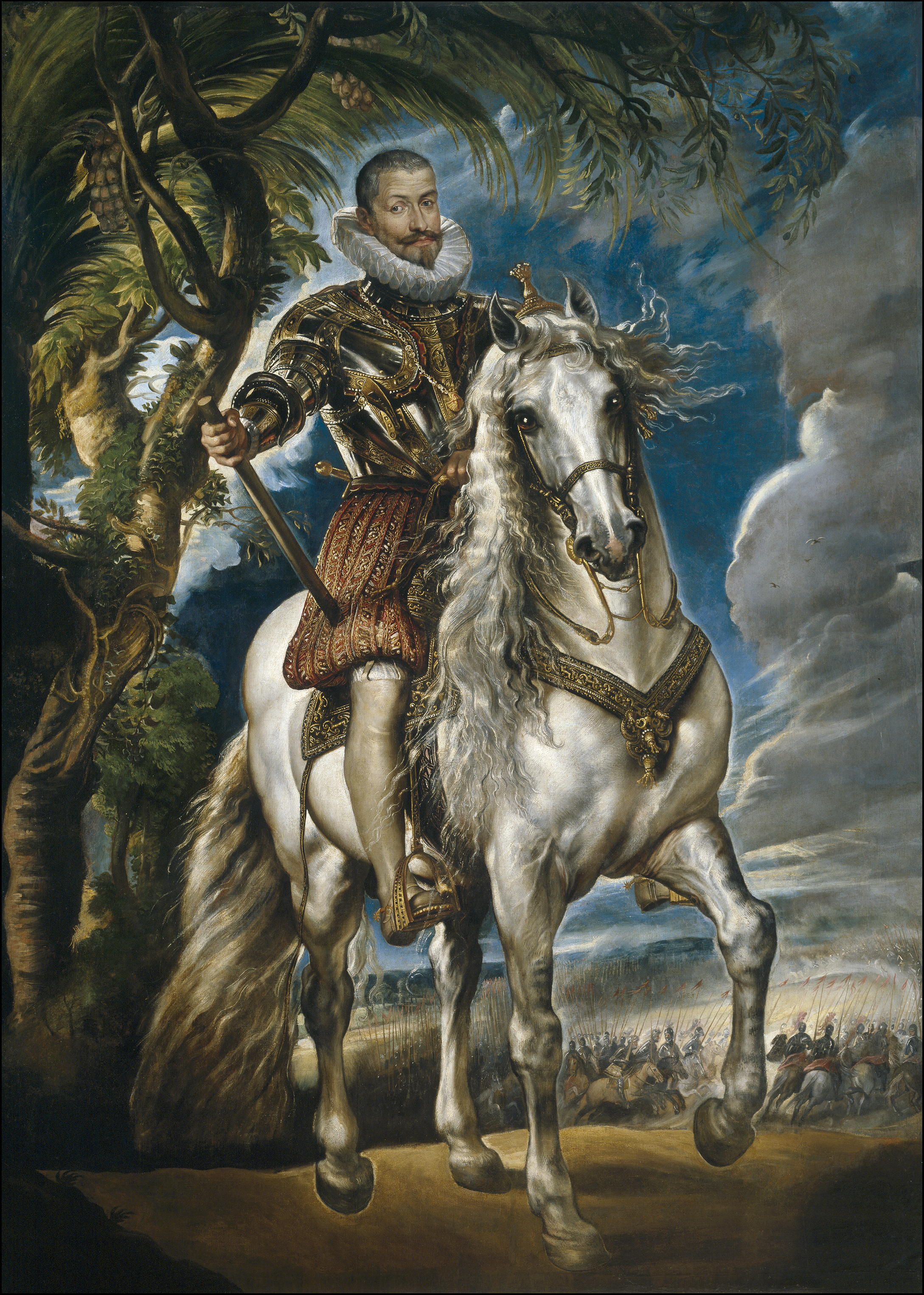
Retrato equestre do duque de Lerma, por Peter Paul Rubens.

Poucas horas depois de Filipe ascender ao trono, Lerma havia sido nomeado conselheiro real pelo novo rei e decidido a se estabelecer como um valido de pleno direito, ou favorito da realeza. Lerma, no devido tempo, tornou-se um duque e posicionou-se como a porta de entrada para o rei. Filipe instruiu que todos os assuntos do governo deveriam chegar por escrito e ser canalizados através de Lerma antes de alcançá-lo. Enquanto Filipe não era muito ativo no governo de outras maneiras, uma vez que esses memorandos ou consultas o alcançaram, ele parece ter sido assíduo ao comentar sobre eles. Os debates nos conselhos reais agora começariam apenas com as instruções escritas do rei — novamente, através de Lerma. Todos os membros dos conselhos reais estavam sob ordens de manter total transparência com Lerma como representante pessoal do rei; de fato, em 1612 os conselhos foram ordenados por Filipe a obedecer Lerma como se ele fosse o rei. O grau em que o próprio Lerma desempenhou um papel ativo no governo foi contestado. Os contemporâneos estavam inclinados a ver a mão de Lerma em todas as ações do governo; outros já pensaram que Lerma não tinha "nem o temperamento nem a energia" para se impor grandemente às ações do governo; outros ainda consideram que Lerma assistiu com cuidado apenas aos conselhos de Estado que trataram de assuntos de grande importância para o rei, criando um espaço para a profissionalização mais ampla do governo que faltava sob Filipe II.
Este novo sistema de governo tornou-se cada vez mais impopular muito rapidamente. A nova ideia de um valido exercendo o poder foi contra a concepção popular de longa data de que o rei deveria exercer seus poderes pessoalmente, não através de outro. Em pouco tempo, o aparato do governo espanhol estava lotado com parentes de Lerma, servos de Lerma e amigos políticos de Lerma, com exclusão de outros. Lerma respondeu limitando ainda mais sua visibilidade pública na política, evitando assinar e escrever documentos pessoalmente, e enfatizando constantemente que ele estava, humildemente, trabalhando apenas em nome de seu mestre, Filipe III.

### Procônsules imperiais
O papel de Lerma como favorito da realeza na corte foi ainda mais complicado pelo surgimento de vários 'pro-cônsules' sob o reinado de Filipe III — significativos representantes espanhóis no exterior, que passaram a exercer julgamento independente e até políticas independentes na ausência de uma liderança forte do centro. Os desafios à comunicação do governo durante o período encorajaram aspectos disso, mas o fenômeno foi muito mais acentuado em Filipe III do que no reinado de seu pai ou filho.

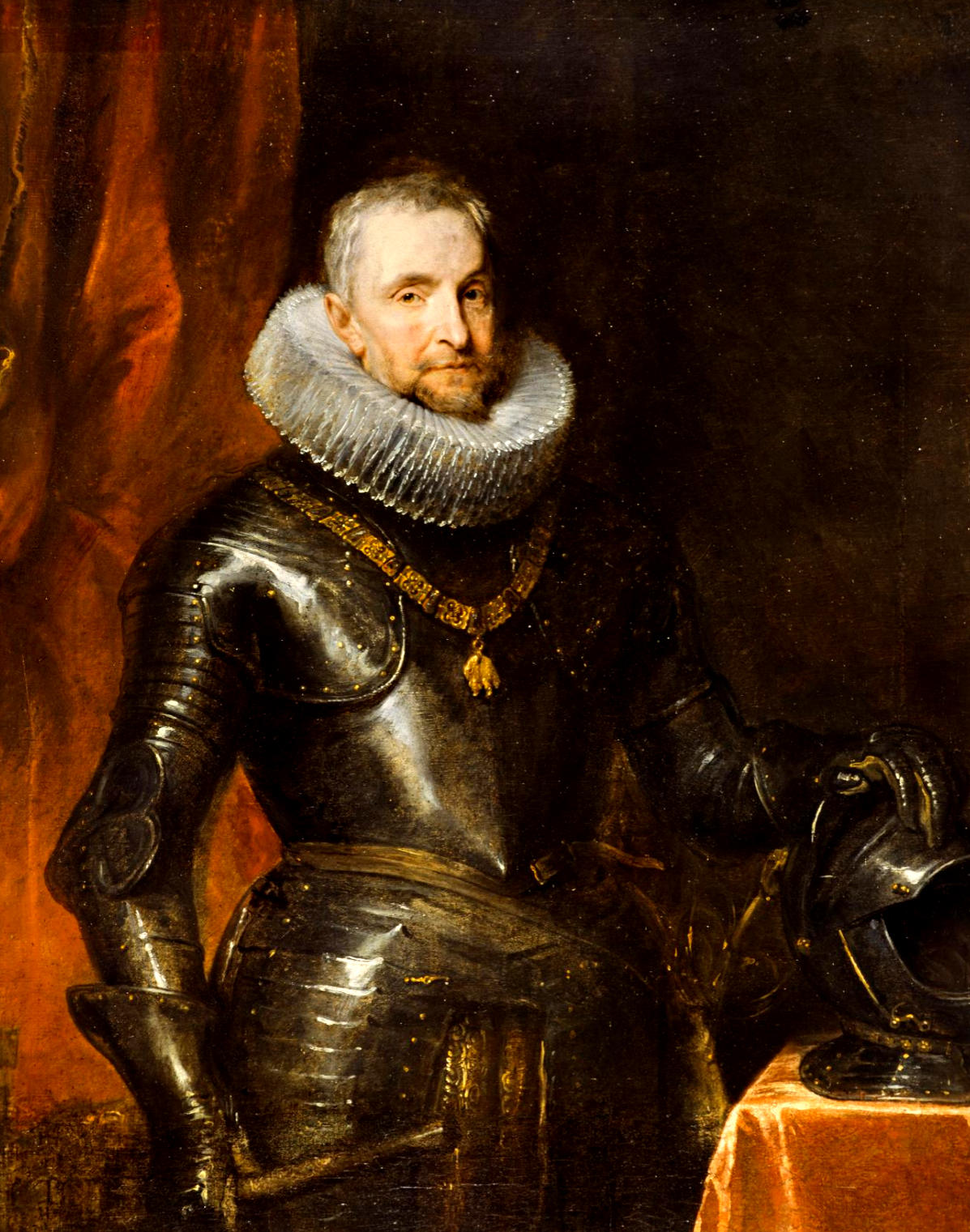
Ambrogio Spinola, um dos vários pro-cônsules que existiram no reinado de Filipe III, por Antoon van Dyck. Spinola se destacou como um dos generais espanhóis mais habilidosos de sua época. Uma de suas principais vitórias ocorreu em 1625, com a rendição de Breda.

Na Holanda, Filipe II havia deixado seus territórios remanescentes nos Países Baixos para sua filha Isabel da Espanha e seu marido, arquiduque Alberto, sob a condição de que, se ela morresse sem herdeiros, a província retornaria à coroa espanhola. Dado que Isabel não conseguia ter filhos, ficou claro que isso só pretendia ser uma medida temporária que Filipe II havia previsto em uma reunião com Filipe III. Como resultado, a política externa de Filipe na Holanda seria exercida através dos arquiduques de força de vontade, mas sabendo que, em última análise, a Holanda espanhola retornaria a ele como rei. Enquanto isso, o italiano nascido Ambrosio Spinola deveria desempenhar um papel crucial como general espanhol no exército da Flandres. Tendo demonstrado suas proezas militares no cerco de Oostende em 1603, Spinola rapidamente começou a propor e implementar políticas quase independentemente dos conselhos centrais de Madri, e de alguma forma conseguindo obter vitórias militares, mesmo sem o financiamento central da Espanha. O duque de Lerma não sabia como lidar com Spinola; por um lado, ele precisava desesperadamente de um comandante militar bem-sucedido na Holanda — por outro, desprezava as origens relativamente baixas de Spinola e temia seu potencial de desestabilizar sua posição na corte. Nos anos que levaram à eclosão da guerra em 1618, Spinola estava trabalhando para elaborar um plano para finalmente derrotar os holandeses, envolvendo uma intervenção na Renânia seguida de novas hostilidades com o objetivo de cortar os Países Baixos em dois: retratado na época como o 'aranha na teia' da política católica na região, Spinola estava operando sem uma consulta significativa com Filipe em Madri.
Na Itália, surgiu uma situação paralela. O conde de Fuentes, como governador da Lombardia, explorou a falta de orientação de Madri para seguir sua própria política altamente intervencionista no norte da Itália, inclusive fazendo ofertas independentes para apoiar o papado invadindo a República de Veneza em 1607. Fuentes permaneceu em seu poder e seguiu suas próprias políticas até a morte. O marquês de Villafranca, como governador de Milão, também exerceu seu considerável julgamento sobre política externa. O duque de Osuna, que se casou com a família Sandovel como aliado próximo de Lerma, mostrou novamente uma independência significativa como vice-rei de Nápoles no final do reinado de Filipe. Em conjunto com o embaixador espanhol em Veneza, o influente marquês de Bedmar, Osuna seguiu uma política de levantar um exército extenso, interceptando a navegação veneziana e impondo impostos suficientemente altos para que ameaças de revolta começassem a surgir. Para agravar as coisas, descobriu-se que Osuna impediu os napolitanos locais de solicitar que Filipe III interviesse. Osuna caiu do poder somente quando Lerma perdeu seu favor real, e o impacto negativo de Osuna nos planos de Filipe para intervenção na Alemanha tornou-se intolerável.

### Queda de Lerma

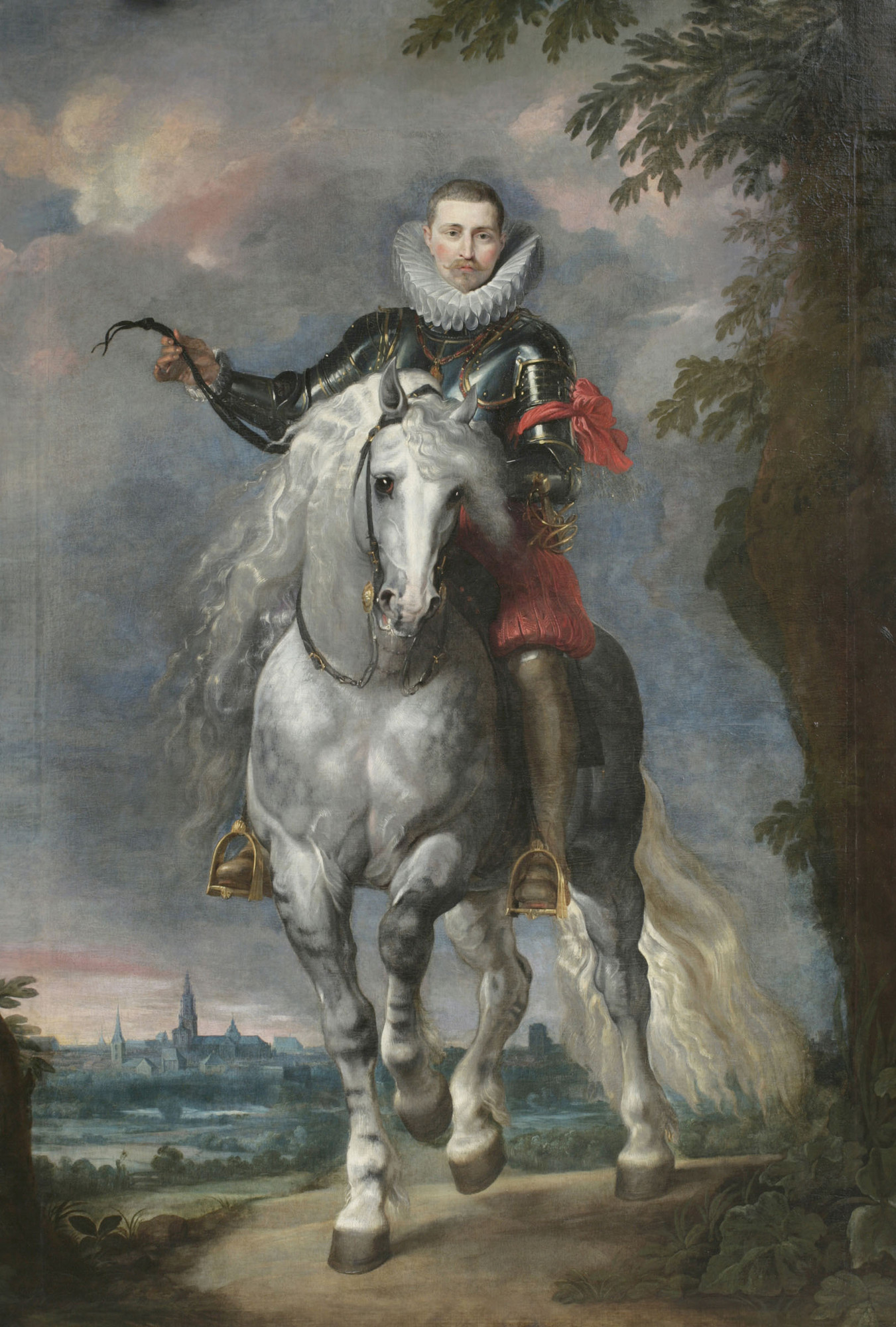
Rodrigo Calderón, executado por Felipe III para satisfazer os inimigos do duque de Lerma, pintado por Peter Paul Rubens.

A partir de 1612, e certamente em 1617, o governo Lerma estava desmoronando. O monopólio do poder nas mãos da família Sandoval de Lerma havia gerado numerosos inimigos; O enriquecimento pessoal de Lerma no cargo se tornara um escândalo; Os gastos extravagantes e as dívidas pessoais de Lerma começaram a alarmar seu próprio filho, Cristóbal de Sandoval, duque de Uceda; por último, dez anos de diplomacia silenciosa por Padres Luis de Aliaga, confessor de Filipe, e Juan de Santa Maria, confessor da filha de Filipe e um ex-cliente da rainha Margarida, tinha começado a aplicar pressão pessoal e religiosa sobre o rei para alterar sua método de governo. Filipe permaneceu perto de Lerma, no entanto, e o apoiou em se tornar um cardeal em março de 1618 sob o papa Paulo V, posição que ofereceria a Lerma alguma proteção quando o seu governo entrou em colapso.
Lerma caiu para uma aliança de interesses — Uceda, seu filho, liderou o ataque, com o objetivo de proteger seus interesses futuros, aliado a Dom Baltasar de Zúñiga, um nobre bem conectado e com formação em diplomacia na Europa, cujo sobrinho Olivares era bem próximo ao herdeiro do trono, príncipe Filipe.Lerma partiu para seu assento ducal e, durante seis semanas, Filipe não fez nada; então, em outubro, o rei assinou um decreto renunciando aos poderes de seu ex-valido e anunciando que governaria pessoalmente. Uceda assumiu inicialmente a voz principal na corte, mas sem os amplos poderes de seu pai, enquanto Dom Zúñiga se tornou ministro de Relações Exteriores e Militares de Filipe. O rei, apesar de não querer avançar mais contra Lerma, tomou uma ação politicamente simbólica contra o ex-secretário de Lerma, Rodrigo Calderón, uma figura emblemática da antiga administração. Calderón, suspeito de ter matado a esposa de Filipe, rainha Margarida, por bruxaria em 1611, foi torturado e executado por Filipe pelo assassinato mais plausível do soldado Francisco de Juaras.

## Política interna

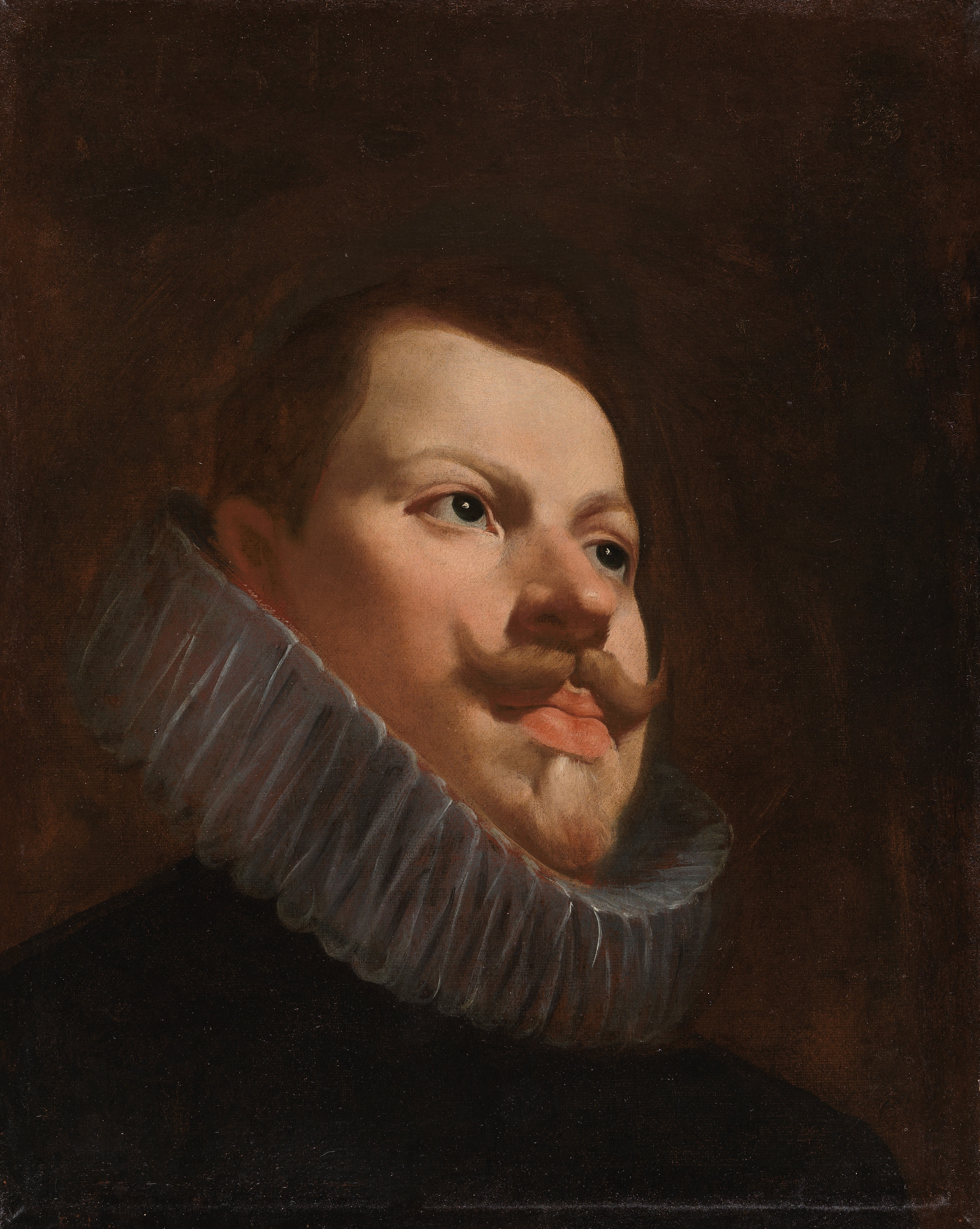
Felipe III por Diego Velásquez.

Filipe herdou um império consideravelmente ampliado por seu pai. Na própria península, Filipe II havia adquirido Portugal com sucesso em 1580; em toda a Europa, apesar da revolta holandesa em andamento, os bens espanhóis na Itália e ao longo da estrada espanhola pareciam seguros; globalmente, a combinação de territórios coloniais castelhanos e portugueses deu a um governante espanhol um alcance incomparável das Américas às Filipinas e além, da Índia à África. O desafio para esse governante era que esses territórios eram, na realidade jurídica, corpos separados, diferentes entidades unidas por instituições reais 'supra-territoriais' da coroa espanhola, utilizando a nobreza castelhana como casta dominante. Mesmo dentro da própria península, Filipe governaria os reinos de Castela, Aragão, Valência e Portugal, as províncias autônomas da Catalunha e da Andaluzia — todas unidas frouxamente através da instituição da monarquia de Castela e da pessoa de Filipe III. Cada parte tinha diferentes impostos, privilégios e acordos militares; na prática, o nível de tributação em muitas das províncias mais periféricas era menor do que em Castela, mas a posição privilegiada da nobreza castelhana em todos os níveis mais altos de nomeação real era uma questão controversa para as províncias menos favorecidas.

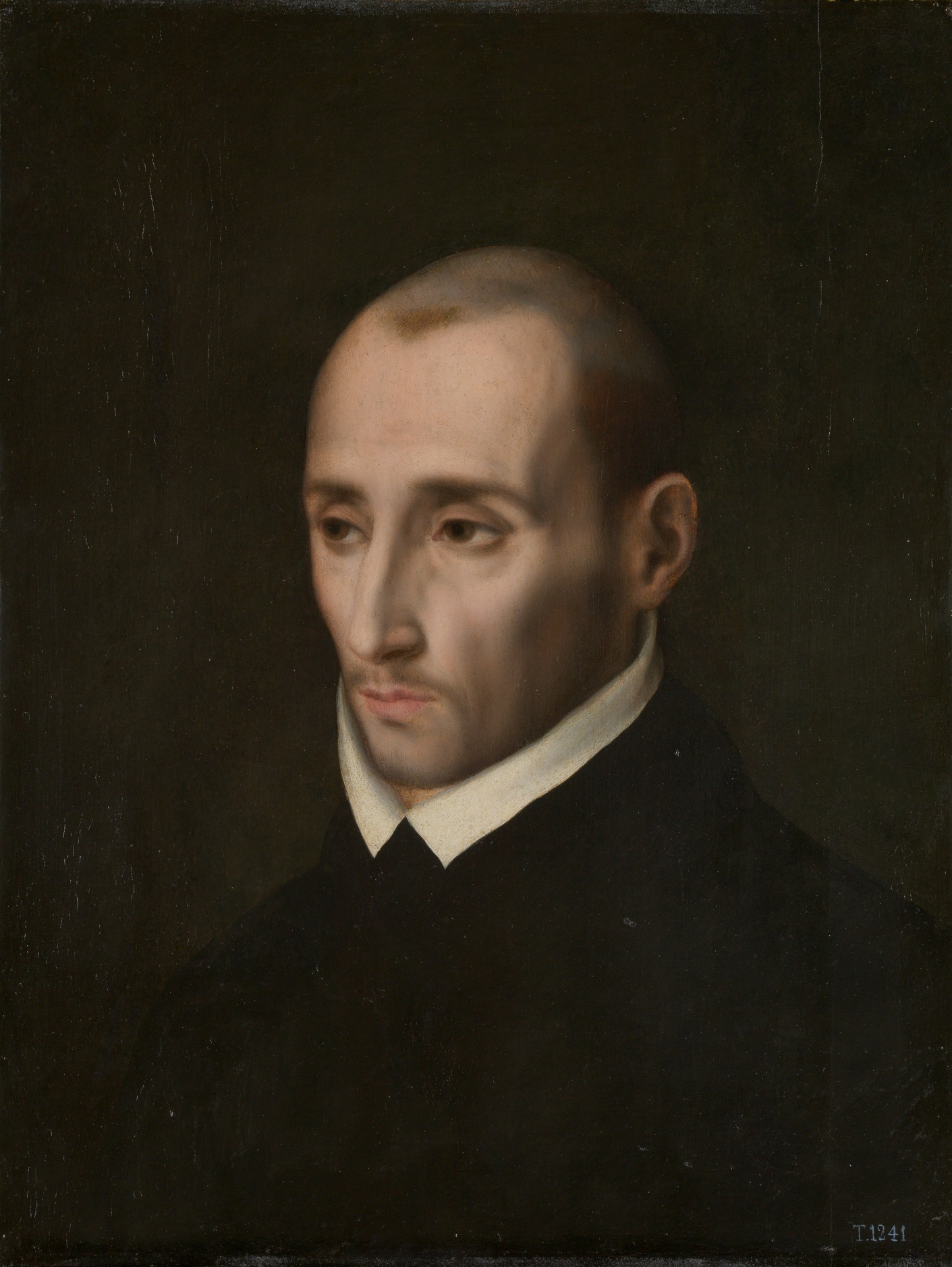
Retrato de João de Ribeira (1532-1611).

### Expulsão dos Mouriscos
Artigo Principal: Expulsão dos Mouriscos
Uma das primeiras mudanças internas de Filipe foi a emissão de um decreto em 1609 para a expulsão dos mouriscos da Espanha, programado para coincidir com a declaração de uma trégua na guerra pela Holanda. Os Moriscos eram descendentes dos muçulmanos que se converteram ao cristianismo durante a Reconquista dos séculos anteriores; apesar de sua conversão, eles mantiveram uma cultura distinta, incluindo muitas práticas islâmicas. Filipe II havia tentando uma campanha de assimilação na década de 1560, que resultou em uma revolta concluída em 1570. Nos últimos anos de seu governo, o pai de Filipe revigorou os esforços para converter e assimilar os Mouriscos, mas com quase 200 mil somente no sul da Espanha, ficou claro nos primeiros anos do novo século que essa política estava falhando.

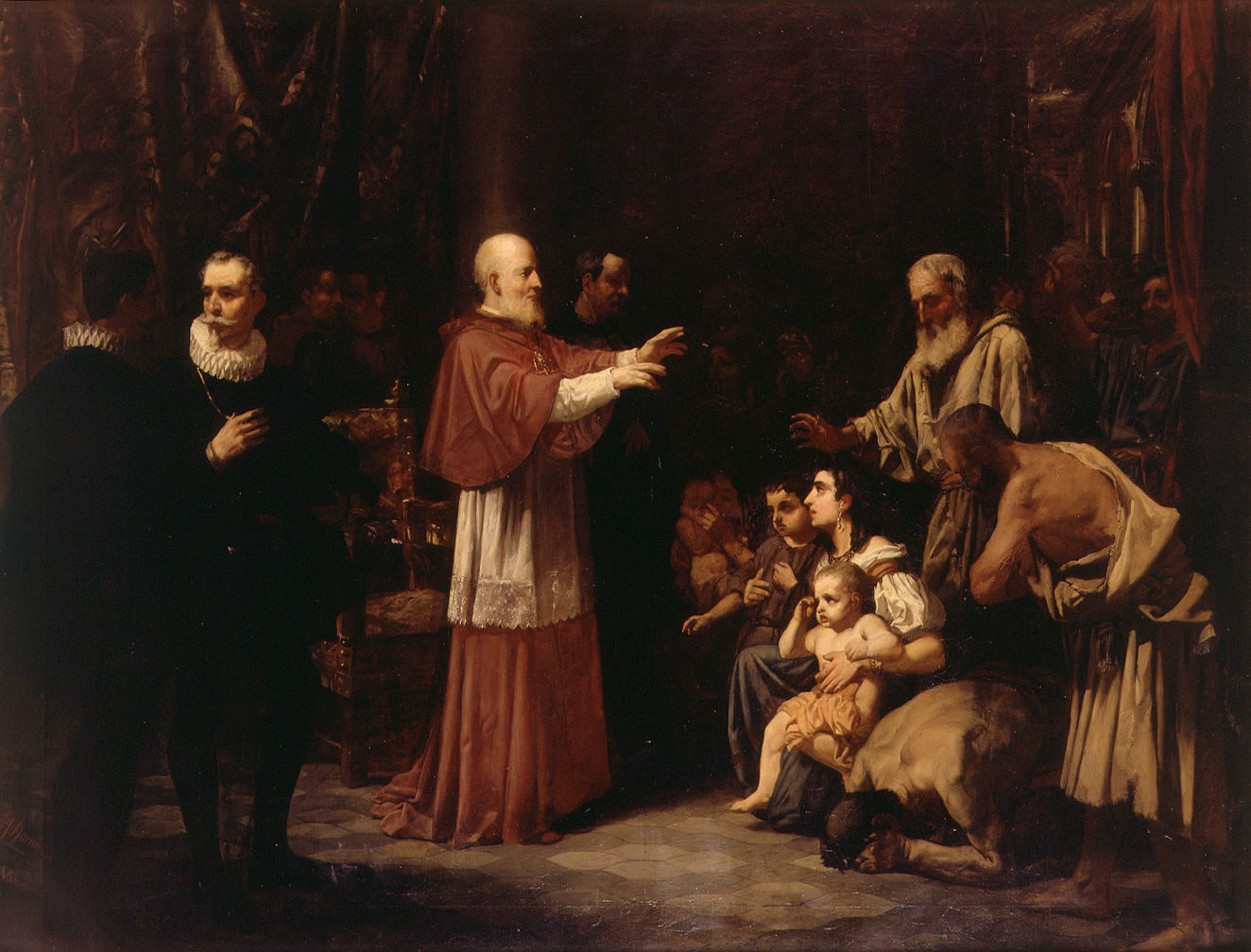
Pintura do século XIX de Francisco Domingo Marqués, que falsifica a realidade da expulsão dos mouros para exaltar a figura de João de Ribeira, cujo papel era bastante diferente, pois «ele fez todos os esforços para garantir que não restasse nada menos semente da seita odiada [de Maomé]».

A ideia de limpar completamente a Espanha dos Moriscos foi proposta por João de Ribera, arcebispo e vice-rei de Valência, cujas opiniões influenciaram Filipe III. O eventual decreto de Filipe de expulsar uma nacionalidade que viveu na Espanha por mais de 800 anos e foi assimilada nela se baseou menos em considerações doutrinárias e mais em considerações financeiras, pois a 'riqueza' dos mouriscos seria confiscada pela coroa. Logo, financeiramente, o tesouro real ganhava com a apreensão dos bens dos povos removidos, enquanto, no devido tempo, aqueles próximos à coroa se beneficiariam de terras baratas ou doações de propriedades. As estimativas variam um pouco, mas entre cerca de 275 mil para mais de 300 mil Mouriscos foram expulsos da Espanha entre 1609 e 1614. Para conseguir isso, a armada, ou marinha e 30 mil soldados foram mobilizados com a missão de transportar as famílias para Tunes ou Marrocos. Filipe interveio na decisão problemática do que fazer com as crianças mouriscas — eles deveriam levá-las para países islâmicos, onde seriam educadas como muçulmanas — e se elas permanecerem na Espanha, o que fazer com elas? Filipe decretou paternalisticamente que crianças de Mouriscas com menos de sete anos de idade não poderiam ser levadas para países islâmicos, e que qualquer criança que permanecesse em Valência deveria estar livre da ameaça de escravização, além de rejeitar algumas das sugestões mais extremas de Ribera.
Embora popular na época, e de acordo com as políticas anteriores, essa medida danificou significativamente as economias do Reino de Valência, Aragão e Múrcia. A oferta de mão-de-obra barata e o número de proprietários que pagam aluguel nessas áreas diminuíram consideravelmente, assim como a produção agrícola. O cultivo de cana-de-açúcar e arroz teve que ser substituído por amoreira branca, vinhedos e trigo.

### Declínio econômico e reforma fracassada
O reinado de Filipe III foi marcado por problemas econômicos significativos em toda a Espanha. A fome atingiu o reino durante a década de 1590 devido a uma sequência de más colheitas, enquanto de 1599 a 1600 e por vários anos depois houve um terrível surto de peste bubônica por toda a Espanha, matando mais de 10% da população. Mateo Alemán, um dos primeiros romancistas modernos da Europa, capturou o clima desanimado do período, descrevendo "a praga que veio de Castela e a fome que subiu da Andaluzia" para dominar o país. Enquanto as colheitas fracassadas afetavam mais as áreas rurais, as pragas reduziram a população urbana significativamente, reduzindo a demanda por bens manufaturados e minando ainda mais a economia. O resultado foi uma Espanha economicamente enfraquecida, com uma população em rápida queda.

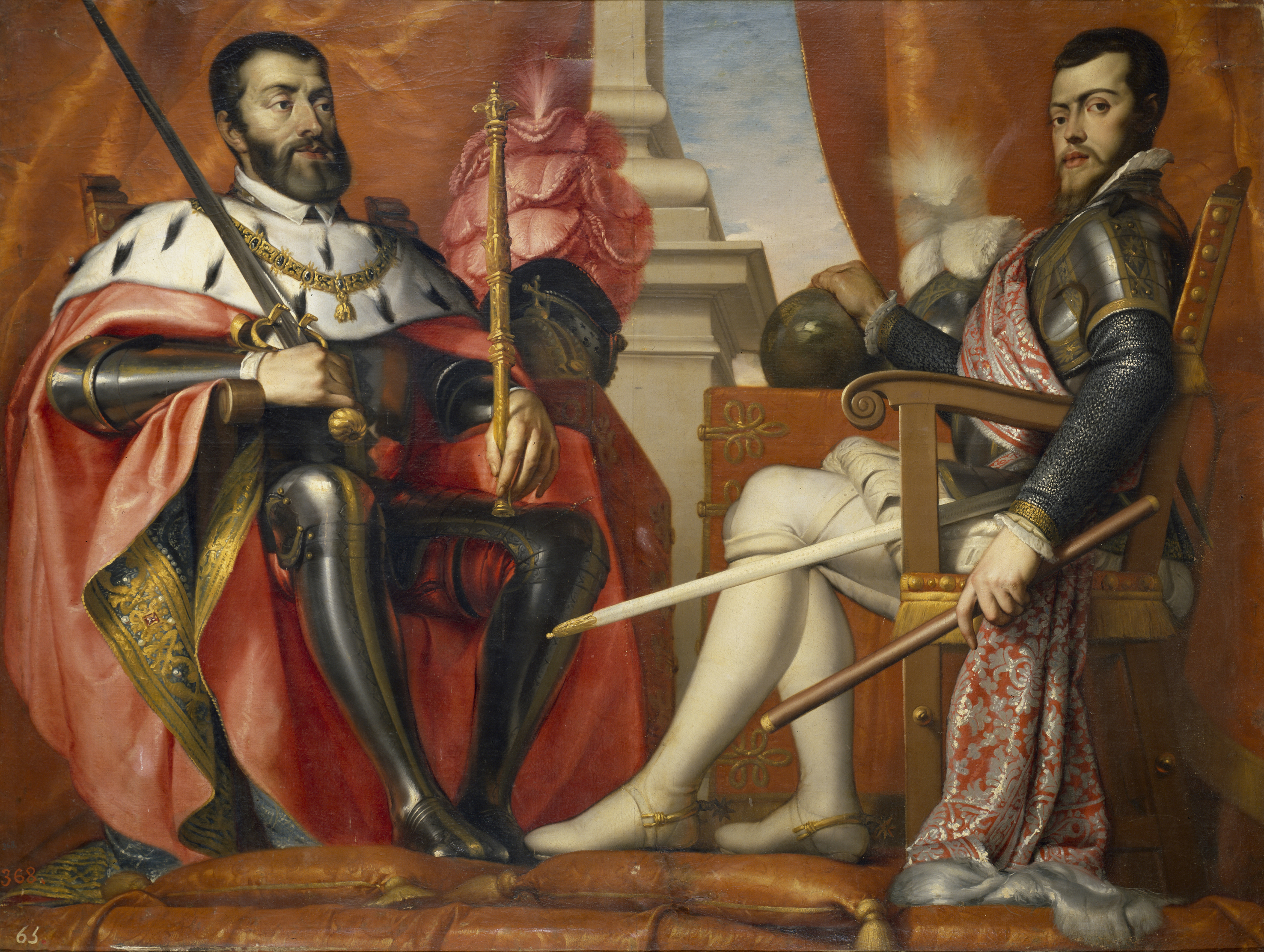
Filipe III herdou grandes dívidas de seu pai, Felipe II que por sua vez já tinha herdado um reino endividado de Carlos I da Espanha, avô de Filipe III. Acima se vê um retrato de Carlos I (à esquerda) e Filipe II (à direita) pintado por Antonio Fernández Arias.

Financeiramente, a situação de Filipe não parecia muito melhor. Ele herdara enormes dívidas de seu pai, Filipe II, e uma tradição inútil de que o reino de Castela sofria o peso da tributação real — Castela carregava 65% dos custos imperiais totais em 1616. Filipe III não recebeu dinheiro das cortes, ou parlamentos, de Aragão, províncias bascas ou Portugal; Valência apenas forneceu uma contribuição, em 1604. Filipe não desafiou abertamente essa situação, mas, em vez disso, dependia cada vez mais das cortes castelhanas; por sua vez, as cortes cada vez mais começou a vincular novas concessões de dinheiro a projetos específicos, alterando sutil mas constantemente a relação entre o rei e as cortes. Na crise financeira de 1607, as cortes insistiram para que a cada três anos Filipe fizesse um juramento — sob pena de excomunhão — para prometer que havia gasto os fundos reais de acordo com as promessas feitas anteriormente às cortes.
As tentativas de Filipe e Lerma de resolver essa crise falharam amplamente e não foram ajudadas pelo tamanho crescente da família real — uma tentativa de aumentar o prestígio real e a autoridade política — Os custos da própria família de Filipe aumentaram enormemente em um momento déficit orçamentário. Além disso, os custos da campanha holandesa resultaram na falência de Filipe em 1607. Financeiramente, o estado espanhol tornou-se dominado por banqueiros e credores genoveses sob Filipe II, cujas linhas de crédito haviam permitido ao estado espanhol continuar durante seus momentos de crise financeira; sob Filipe III, esse processo permaneceu incontrolável, gerando considerável ressentimento contra essa influência estrangeira, com alguns chegando ao ponto de chamar os banqueiros de mouros brancos.
Ao longo do reinado de Filipe, um corpo de análise da condição da Espanha começou a emergir através do trabalho das numerosas arbitristas, ou comentaristas, que dominavam as discussões públicas entre 1600 e 1630. Essas diferentes vozes se concentraram fortemente na economia política da Espanha — o despovoamento rural, os diversos métodos administrativos e burocráticos, as hierarquias sociais e a corrupção, oferecendo inúmeras soluções, embora muitas vezes contraditórias. No entanto, durante a maior parte do reinado de Filipe não houve tentativa significativa de reforma — ele continuou a governar de acordo com as leis e costumes locais. O rei incentivou a consolidação de propriedades nobres, vendendo grandes quantidades de terras da coroa para nobres e credores favorecidos. Somente nos anos finais de Filipe as reformas começaram a ganhar impulso; um comitê de reforma, ou Junta de Reformación, foi estabelecido nos últimos meses de Lerma em 1618. Sob o novo governo, incluindo o do reformista Baltasar de Zúñiga, esse comitê se fortaleceu, mas só produziria resultados substanciais, que não tinham resultado.

## Política Externa
Na sua ascensão, Filipe herdou dois grandes conflitos de seu pai/tio-avô. A primeira delas, a revolta holandesa em andamento e de longa data, representou um sério desafio ao poder espanhol nas Províncias Unidas Protestantes em uma parte crucial do Império Espanhol. A segunda, a Guerra Anglo-Espanhola foi um conflito mais novo e menos crítico com a Inglaterra protestante, marcada por uma falha espanhola em conseguir êxito mesmo com seus enormes recursos militares em comparação com a Inglaterra.
A própria política externa de Filipe pode ser dividida em três fases. Nos primeiros nove anos de seu reinado, ele seguiu um conjunto de políticas altamente agressivas, com o objetivo de obter uma 'grande vitória'. Suas instruções a Lerma para travar uma guerra de 'sangue e ferro' contra seus súditos rebeldes na Holanda refletem isso. Depois de 1609, quando ficou evidente que a Espanha estava exaurida financeiramente e Filipe procurou uma trégua com os holandeses, seguiu-se um período de contenção; no fundo, as tensões continuaram a crescer, no entanto, e em 1618 as políticas dos 'pro-consoles' de Filipe estavam cada vez mais em desacordo com a política de Lerma em Madri. O período final, no qual Filipe interveio no Sacro Império Romano para garantir a eleição de Fernando II como Imperador e no qual foram feitos os preparativos para um conflito renovado com os holandeses, ocorreu em grande parte após a queda de Lerma e a ascensão de um novo e mais agressivo conjunto de conselheiros no tribunal de Madri.

### Guerra com os holandeses, Inglaterra e a trégua de 1609–21

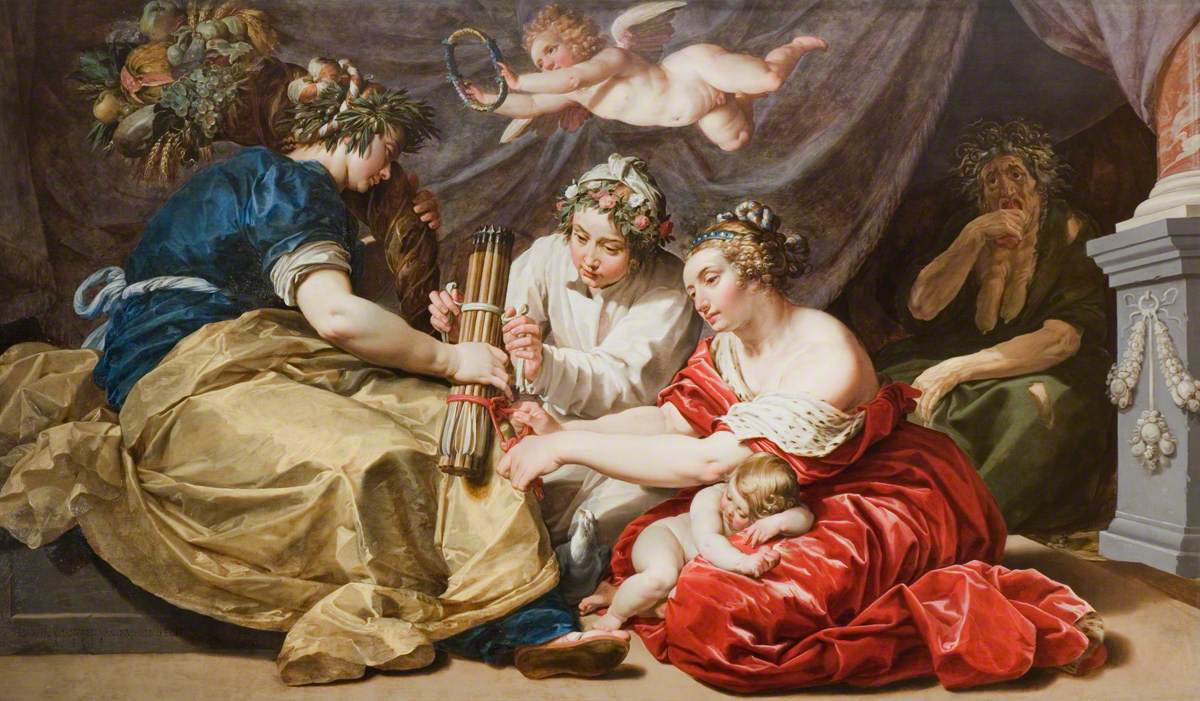
Alegoria da paz e da abundância pintada por Abraham Janssens para elogiar o retorno da prosperidade durante a trégua dos doze anos entre Espanha e Holanda.

O objetivo inicial de Filipe era alcançar uma "grande vitória" decisiva na longa guerra contra as províncias holandesas rebeldes dos Países Baixos espanhóis, enquanto pressionava renovadamente o governo inglês da rainha Isabel I, em um esforço para encerrar o apoio inglês aos seus colegas holandeses. A armada espanhola, ou marinha, reconstruída na década de 1590, permaneceu eficaz contra os ingleses, mas após o fracasso da invasão espanhola da Irlanda, levando à derrota na Batalha de Kinsale, Filipe aceitou com relutância que novos ataques à Inglaterra dificilmente teriam sucesso. Na Holanda, uma nova estratégia de guerra resultou no restabelecimento do poder espanhol no lado norte dos grandes rios Mosa e Reno, aumentando a pressão militar nas províncias rebeldes. A estratégia de uma 'grande vitória', no entanto, começou a cair em uma guerra financeira de desgaste: a Holanda do Sul — ainda sob controle espanhol — e a República Holandesa no norte — dominada por protestantes calvinistas — estavam ambas esgotadas e depois da guerra. Em 1607, com a crise financeira, a Espanha também foi incapaz de prosseguir a guerra. Filipe III voltou-se para as negociações de paz; com a ascensão ao trono de Jaime I da Inglaterra tornou-se possível encerrar a guerra e o apoio inglês aos holandeses, com a assinatura em 1604 do Tratado de Londres.
A Trégua dos Doze Anos com os holandeses se seguiu em 1609, o que permitiu que o sul da Holanda se recuperasse, mas era um reconhecimento de fato da independência da República Holandesa, e muitas potências europeias estabeleceram relações diplomáticas com os holandeses. A trégua não impediu a expansão comercial e colonial dos holandeses no Caribe e nas Índias Orientais, embora a Espanha tenha tentado impor a liquidação da Companhia Holandesa das Índias Orientais como uma condição do tratado. As concessões menores da República Holandesa foram o fim do plano de criação de uma Companhia Holandesa das Índias Ocidentais e parar o assédio dos portugueses na Ásia. Ambas as concessões foram temporárias, pois os holandeses logo recomeçaram a atacar os interesses portugueses, que já haviam levado à guerra luso-holandesa em 1602 e continuariam até 1654. Pelo menos com a paz na Europa, a trégua dos doze anos deu ao regime de Filipe a oportunidade de começar recuperar sua posição financeira.

### Entrada na Guerra dos Trinta Anos

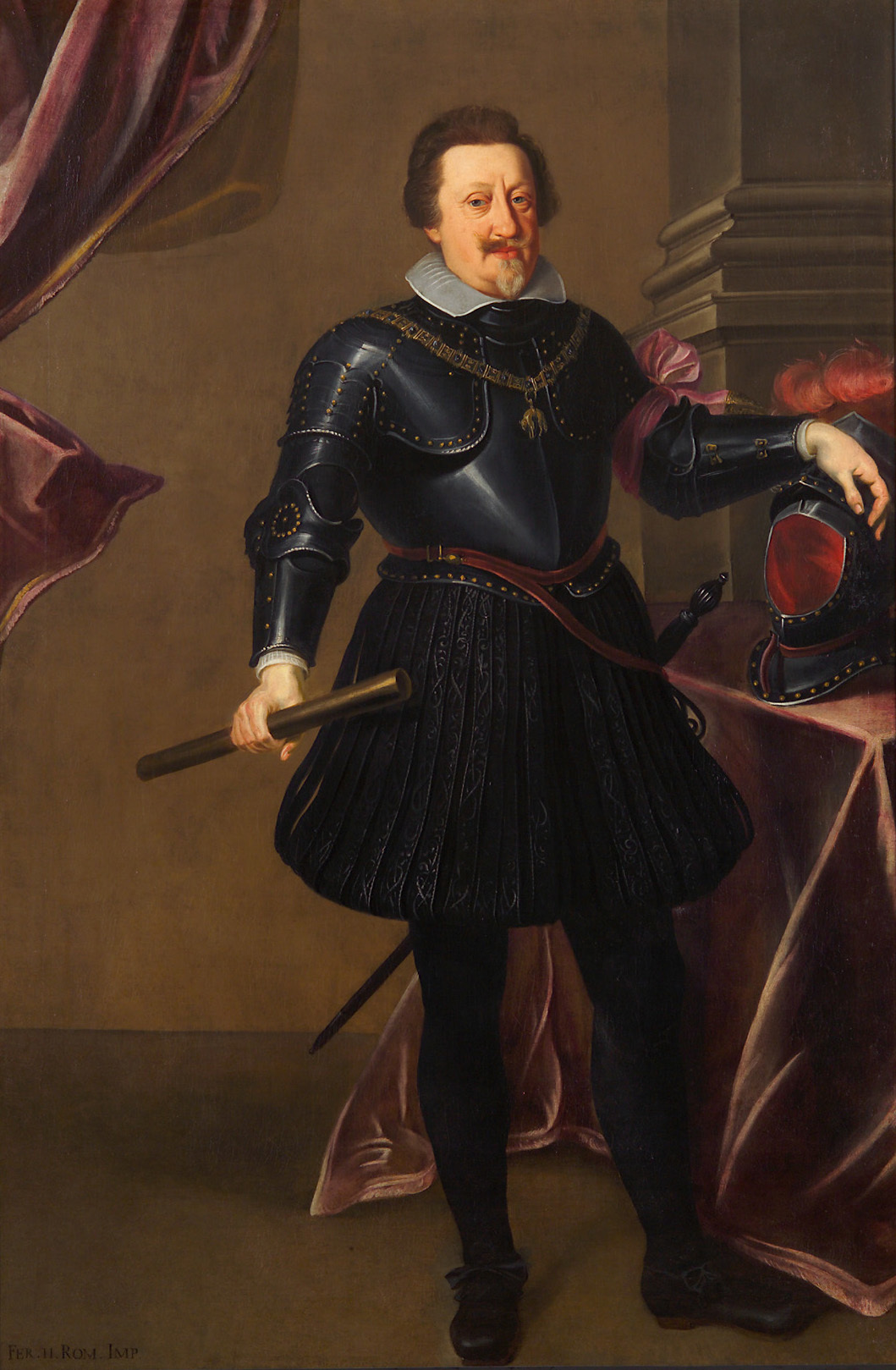
Fernando II, Sacro imperador romano Por ser um católico fervoroso, a perspectiva de tê-lo como Imperador do Sacro Império Romano-Germânico alarmou os príncipes protestantes do Império e culminou na segunda defenestração de Praga em 1618 e no início da primeira fase daquilo que seria chamada posteriormente de Guerra dos Trinta Anos.

Nos últimos anos do reinado de Filipe, a Espanha entrou na parte inicial do conflito que ficaria conhecida como Guerra dos Trinta Anos (1618-1648). O resultado foi uma vitória espanhola decisiva no Sacro Império Romano que levaria ao recomeço da guerra com os holandeses logo após a morte de Filipe. A Europa estava antecipando uma nova eleição para o cargo de Imperador após a provável morte de Matias, que não possuía descendência. A ascendência comum dos Habsburgos na Espanha e na Áustria influenciou o envolvimento da Espanha na política complicada do Império: por um lado, Filipe tinha um grande interesse no sucesso de seu primo Fernando, da Boêmia, que pretendia suceder Matias ao trono; por outro lado, Filipe esperava nomear uma pessoa de sua própria família, como o príncipe Filipe, para o trono imperial já que temia que um possível fracasso de Fernando pudesse reduzir o prestígio da família Habsburgo.
Filipe finalmente decidiu intervir a favor de Fernando. Já que o príncipe Filipe fora rejeitado como inaceitável pela nobreza alemã. Filipe III também foi cada vez mais influenciado ao longo dos anos primeiro pela rainha Margarida, e mais tarde pelas outras poderosas mulheres da casa Habsburgo na corte, enquanto o novo grupo de conselheiros que substituíram Lerma, especialmente de Zúñiga, também via o futuro da Espanha como parte de uma forte aliança com o Sacro Império Romano dos Habsburgos. Finalmente, pelo tratado Oñate de 29 de julho de 1617, Fernando fez um apelo bem-sucedido a Filipe, prometendo à Espanha as possessões austríacas na Alsácia em troca do apoio espanhol à sua eleição.
Crise eclodiu no reino de Fernando, na Boêmia, entre 1618 e 1619, com um confronto entre facções católicas e protestantes. Fernando pediu ajuda à Espanha para reprimir a rebelião; os rebeldes protestantes se voltaram para Frederico V do Palatinado como novo governante e imperador. A situação no Império era de muitas maneiras auspiciosa para a estratégia espanhola; na Holanda espanhola, Ambrosio Spinola conspirava para encontrar uma oportunidade de intervir com o Exército da Flandres no eleitorado do Palatinado. O Palatinado era um conjunto vital e protestante de territórios ao longo do Reno, guardando a rota mais óbvia para que reforços de outros territórios espanhóis chegassem às províncias holandesas rebeldes (através de Gênova). A França, supostamente obrigada a apoiar Frederico contra Fernando, estava de fato inclinada a permanecer neutra. As tropas espanholas lideradas por Spinola no Palatinado e por João T'Serklaes, conde de Tilly na Boêmia, alcançaram uma vitória decisiva contra os tchecos na Batalha da Montanha Branca em 1620. Com os holandeses agora vulneráveis, aconteceu uma nova uma guerra renovada contra as províncias, com o objetivo de forçar os holandeses a uma paz permanente mais adequada. Filipe morreu em 1621, pouco antes do recomeço da guerra — seu filho, Filipe IV, contratou seu principal consultor de política externa, de Zúñiga, e uma campanha inicialmente altamente bem-sucedida contra os holandeses começou no mesmo ano.

## Visita ao reino de Portugal e morte

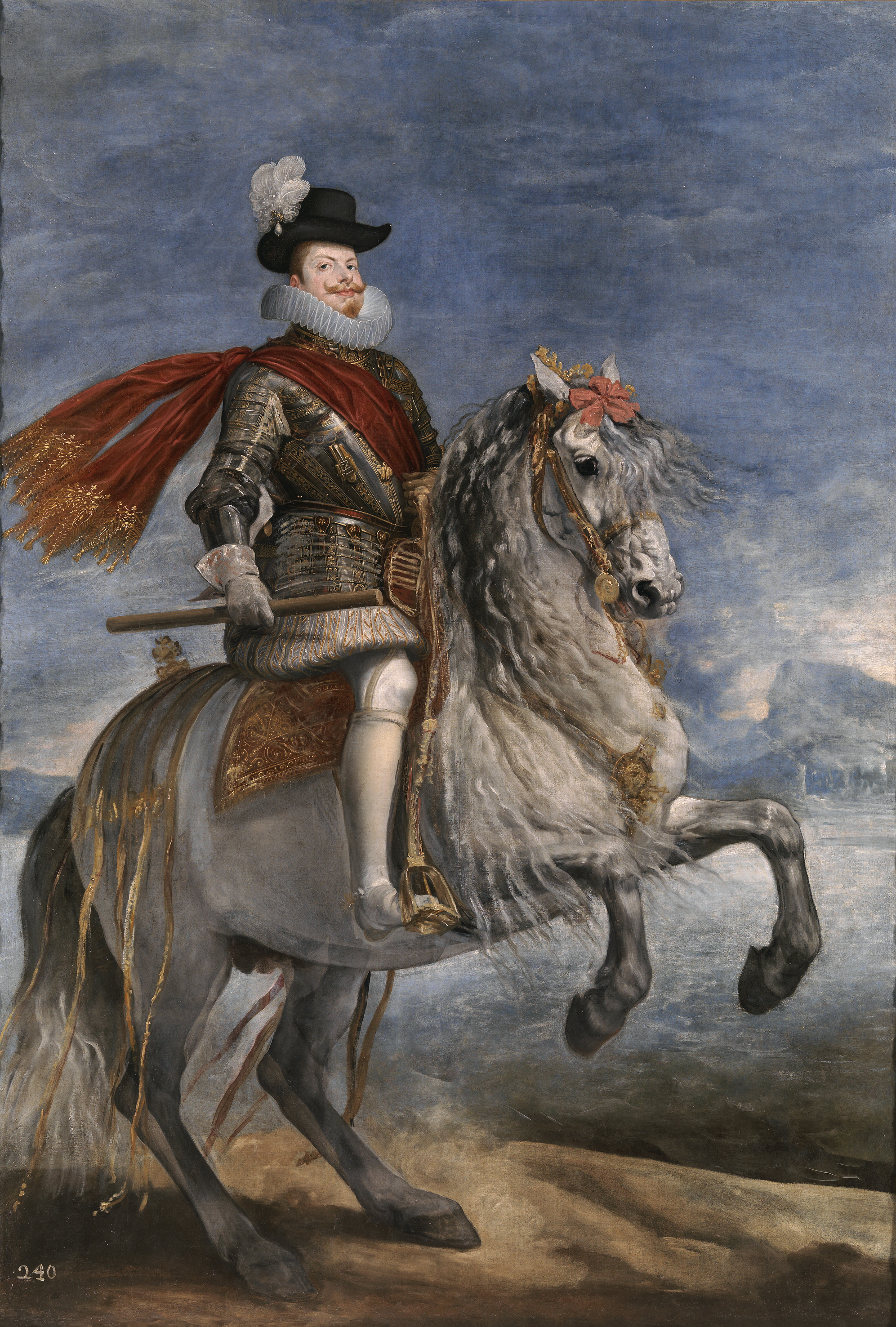
Filipe a cavalo, por Diego Velásquez.

Para melhorar a relação, empreendeu em 1619 uma viagem a Portugal, aplaudida pelo novo ministro e valido, o Duque de Uzeda, filho do Duque de Lerma, que descaíra do valimento real.
Foi acolhido com entusiasmo, as câmaras e as corporações gastaram enormes somas para recepção. Insinuou-se-lhe que fizesse de Lisboa a capital da monarquia espanhola. Os fidalgos e os jurisconsultos queixaram-se de que nem recebiam mercês, nem eram empregados nos tribunais, nas embaixadas, nas universidades espanholas. O Duque de Uzeda tratou com aspereza o Duque de Bragança, que viera prestar homenagem.
Depois de meses em Lisboa, Filipe partiu em outubro, deixando o país descontente, sobretudo depois da recondução do Marquês de Alenquer no cargo de vice-Rei. O seu filho, o futuro Filipe IV, foi jurado herdeiro legítimo pelos portugueses. No resto dos antigos domínios de Portugal, os holandeses haviam tentado tomar as Molucas, Malaca e Moçambique, sendo vencidos por André Furtado de Mendonça e Estêvão de Ataíde.
No seu reinado publicou-se em Portugal em 1603 a reforma das Ordenações do reino, de que o rei tratou bem no começo do seu reinado. São as conhecidas ordenações denominadas Ordenações Filipinas, que foram precedidas pelas intituladas Afonsinas e Manuelinas.
Este rei ficou conhecido em Portugal pelo cognome de O Pio ou O Piedoso. Ao deixar Portugal em 1619 adoeceu gravemente em Covarrubias, e nunca mais se restabeleceu, falecendo em um ano. Durante 53 dias esteve acamado, coberto de chagas e abcessos. Morreu aos 42 anos devido a tromboembolismo pulmonar, devido a imobilização prolongada. Conta-se que suas últimas palavras foram:
| “ | Oh! Se nesse tempo tivesse estado num deserto para fazer-me santo! Agora compareceria com mais confiança no tribunal de Jesus Cristo!" | ” |
|   | — Rei Filipe III da Espanha. |   |

## Legado
Filipe geralmente deixou um legado ruim com os historiadores. Três grandes historiadores do período descreveram um "homem indistinto e insignificante", um "monarca miserável", cuja "única virtude parecia residir na total ausência de vício". No geral, Filipe manteve amplamente a reputação de "um monarca fraco e estúpido que preferia caçar e viajar a governar". Ao contrário de Filipe IV, cuja reputação melhorou significativamente à luz de análises recentes, o reinado de Filipe III foi relativamente pouco estudado, possivelmente por causa da interpretação negativa dada ao papel de Filipe e Lerma durante o período. Tradicionalmente, o declínio da Espanha foi colocado a partir da década de 1590; historiadores revisionistas da década de 1960, no entanto, apresentaram uma análise alternativa, argumentando que, de muitas maneiras, a Espanha de Filipe III de 1621 — reforçada com novos territórios na Alsácia, em paz com a França, dominante no Sacro Império Romano, e prestes a iniciar uma campanha bem-sucedida contra os holandeses — estava em uma posição muito mais forte do que em 1598, apesar do fraco desempenho pessoal de seu rei durante o período. O uso de Lerma por Filipe como seu valido formou uma das principais críticas históricas e contemporâneas contra ele.

## Casamento e Descendência
Casou-se em 18 de abril de 1599 na catedral de Valência com Margarida da Áustria-Estíria (Graz, 25 de dezembro de 1584 — Escorial, 3 de outubro de 1611), parente próxima, filha do Arquiduque Carlos (1540-1590), irmão do Imperador Maximiliano II. Foi mãe de quatro filhas e de quatro filhos:
1. Ana (22 de setembro de 1601 – 20 de janeiro de 1666), casou-se com Luís XIII de França, com descendência;
2. Maria (1 de fevereiro de 1603 – 2 de fevereiro de 1603), morreu um dia após o nascimento;
3. Filipe IV de Espanha (8 de abril de 1605 – 17 de setembro de 1665), casou-se pela primeira vez com Isabel da França, com descendência. Casou-se pela segunda vez com Maria Ana da Áustria, com descendência;
4. Maria Ana (18 de agosto de 1606 – 13 de maio de 1646), casou-se com Fernando III do Sacro Império Romano-Germânico, com descendência;
5. Carlos (14 de setembro de 1607 – 30 de julho de 1632), nunca se casou e nem teve filhos;
6. Fernando (16 de maio de 1609 – 9 de novembro de 1641), cardeal e comandante militar;
7. Margarida Francisca (24 de maio de 1610 – 11 de março de 1617), morreu na infância;
8. Afonso Maurício (22 de setembro de 1611 – 16 de setembro de 1612), morreu na infância.